# Cap Green

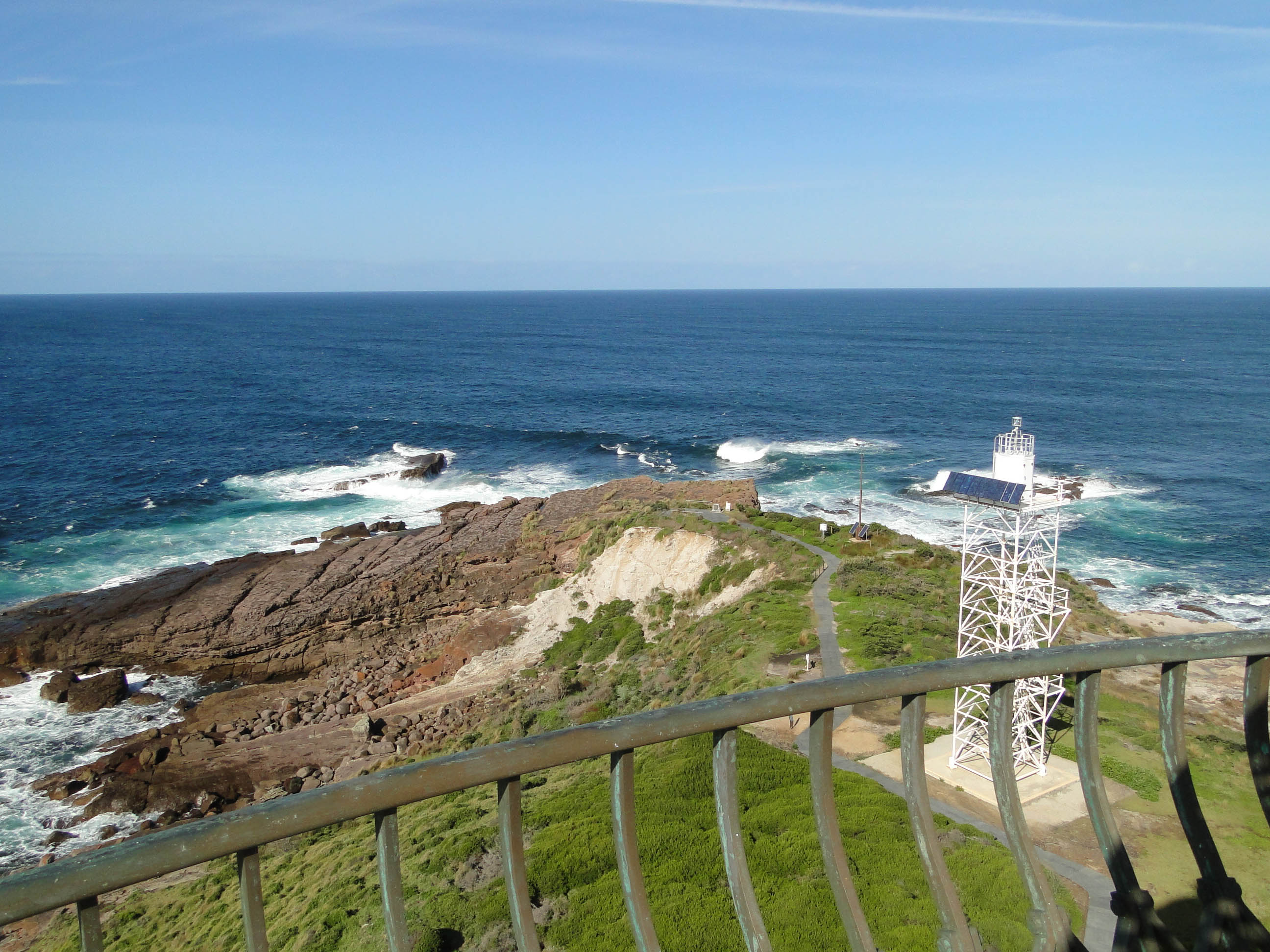
Une vue du cap Green depuis son phare (Nouvelle-Galles du Sud, Australie)

Le cap Green est un cap situé à l'extrême sud de la côte méridionale de la Nouvelle-Galles du Sud (Australie). Ses coordonnées sont 37° 15′ S et 150° 03′ E. Il se trouve dans le parc national Ben Boyd, au sud d'Eden. Le phare du cap Green est le phare le plus au sud de la Nouvelle-Galles-du-Sud.